# Arian Salimi
Arian Salimi (em persa: آرین سلیمی; Kermanshah, 16 de dezembro de 2003) é uma taekwondista iraniano.

## Carreira
Salimi competiu na Universíada de Verão de 2021, onde conquistou a medalha de prata na categoria 87kg. Conquistou a medalha de bronze no Mundial de 2023, em junho, medalha obtida pela primeira participação na categoria sênior, na prova dos médios (-87 kg). Três meses depois, conquistou a medalha de prata nos Jogos Asiáticos de 2022 na categoria peso pesado (+80 kg).
Nos Jogos Olímpicos de Verão de 2024, em Paris, conquistou a medalha de ouro na categoria mais de 80 kg.